# Déluge de Montréal
Le Déluge de Montréal est une pluie torrentielle qui s'est abattue le 14 juillet 1987 sur la ville de Montréal (Canada), faisant de très gros dégâts. Quatre orages violents puis une ligne de pluie stratiforme laissent plus de 100 millimètres de pluie en deux heures sur le centre de l'île de Montréal ce jour-là.
L'événement s'est produit après plusieurs jours de canicule, alors que la température et l'humidité augmentaient sur la région. Un système convectif de méso-échelle, caractérisé par plusieurs lignes de grain suivies d'une bande de précipitations stratiformes, s'est formé à l'ouest de la région de Montréal l'après-midi du 14 juillet.
Le développement d'une circulation descendante de l'arrière vers l'avant du système, et d'un courant ascendant peu profond de l'avant vers l'arrière, mena à la génération de nuages stratiformes dans les bas niveaux à l'arrière des lignes d'orage ; ce qui augmenta la quantité de précipitations lors du passage des lignes.

## Évolution météorologique
Une canicule avait perduré sur toute la province de Québec depuis plus d'une semaine, les températures ayant parfois atteint 35 °C. Les points de rosée observés dans cette masse d'air, exceptionnellement élevés pour la région de Montréal, ont atteint 25 °C. Au cours de la soirée du 13 juillet, un front froid orienté nord-est à sud-ouest s'est lentement déplacé sur l'ouest de la province, déclenchant sur son passage des orages violents mais isolés.

### Analyse initiale

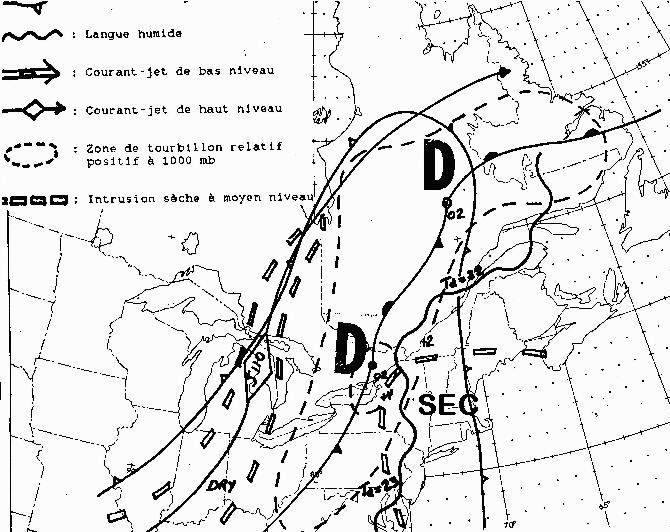
Carte des composantes météorologiques présentent le matin du 14 juillet 1987

Le front, que l'on voit sur la carte d'analyse de 1200 TU le 14 juillet, 8h locale, était supporté en altitude par un creux barométrique à 500 hPa d'intensité moyenne. La carte montre également la formation d'une dépression en surface, juste au sud-ouest d'Ottawa (Ontario). Cette cyclogénèse semble directement liée à l'amplification du creux d'altitude. La formation de cumulonimbus de forte extension verticale était favorisée en cette matinée par de l'air très chaud et très humide en surface, une intrusion d'air plus sec dans les niveaux moyens, une divergence des vents en altitude et d'une convergence accrue en surface à cause de la dépression.
L'évaluation du potentiel thermodynamique de la situation peut s'effectuer à partir de l'analyse d'un diagramme thermodynamique comme un téphigramme. Ce dernier montre la variation de la température et de l'humidité de la masse d'air avec l'altitude obtenu par radiosondage. En choissisant un téphigramme représentatif de la région et en le modifiant avec les données surface pour tenir compte des températures et points de rosée maximums au cours de la journée, on obtient le niveau d'instabilité de l'air et l'énergie potentielle de convection disponible. Avec l'hodographe associé au téphigramme, on obtient le cisaillement des vents dans les 4 premiers kilomètres de l'atmosphère qui nous donne les mouvements de rotation possibles dans les orages qui se développeront. La combinaison de l'énergie hydrostatique et du cisaillement, en plus des déclencheurs dynamiques, permet de procéder à la prévision des orages violents.
Le sondage de Maniwaki, au nord-ouest de Montréal, montre une épaisse couche nuageuse, ainsi que la proximité d'une zone frontale. Le sondage d'Albany (New York), au sud de la région, se caractérise lui par une masse d'air chaude et humide à bas niveaux, chevauchée par de l'air nettement plus sec aux niveaux moyens de l'atmosphère. L'analyse de ces sondages, en tenant compte d'une température et d'un point de rosée réalistes pour le secteur, soient 30 °C et 23 °C respectivement, permettait de conclure à un potentiel d'orages violents pour la journée.

### Développement

Les échos radar entre 1620 et 1830 TU:
1) Les zones achurées représentent les échos de plus de 19 dBZ et ceux en noir les échos de plus de 47 dBZ.
2) Les différentes lignes d'orages sont indiquées par les lettres A, B, C et D.
3) L'île de Montréal est dans la partie centrale.

L'évolution des éléments déclencheurs vers le milieu de la journée indique que la possibilité de formation d'orages violents allait en s'accroissant : la dépression de surface s'était creusée et le champ de vents de surface de part et d'autre de la zone frontale indique une forte convergence de l'air humide de bas niveau vers la région de Montréal. Les images du satellite météorologique montrent que la couverture nuageuse associée au front froid se dégageait au sud  de la région, permettant à la température d'augmenter dans ce secteur. Lorsque la bordure de l'air plus sec aux niveaux moyens de l'atmosphère toucha l'extrême sud de la province, la couverture nuageuse s'était fragmentée et la radiation solaire au sol en fut accrue, permettant au mercure de monter rapidement au-delà des 30 °C.
Les données des radars météorologiques indiquèrent ensuite une succession de cellules distinctes qui s'étaient formées dans le dégagement à l'ouest de Montréal, près de Valleyfield, et s'étaient propagées le long du même couloir sur l'Île de Montréal. On peut ainsi identifier 4 complexes distincts ayant traversé l'île du sud-ouest vers le nord-est (notés A, B, C et D sur l'animation à droite). Ces lignes d'orages se déplaçaient lentement pour frapper tour à tour sensiblement les mêmes secteurs de la ville. À partir de 1620 TU, 12h20 locale, les réflectivités sur les images radars CAPPI de 1,5 km d'altitude dépassèrent 47 dBZ (30-40 mm/h), indiquant de fortes précipitations. À trois reprises sur l'Île de Montréal, les réflectivités avaient dépassé un niveau similaire à une altitude de 7 km, montrant que les orages contenaient des quantités importantes de précipitations sur une très grande épaisseur. Ceci est un indice du potentiel de rafales descendantes, de pluie torrentielle et éventuellement de la présence de grêle. Des vents violents (arbres déracinés) et de la grêle furent d'ailleurs observés à Montréal lors du passage de ces fortes cellules, mais l'impact localisé de ces phénomènes fut vite éclipsé par l'ampleur des importantes inondations qu'a connu Montréal en cette journée.

## Impacts
Les pluies diluviennes affectèrent toute l'île de Montréal, depuis la partie ouest de l'île avec 57,8 mm à l'aéroport de Dorval (maintenant aéroport Pierre Elliott Trudeau), jusqu'à la pointe est avec 56 mm à Rivière-des-Prairies. Mais les secteurs les plus touchés se retrouvent autour du Mont-Royal avec 100 à 103 mm (Parc Lafontaine) aux stations officielles,. Une station non officielle de la ville de Montréal a même rapporté 181 mm d'accumulations au centre de la ville. La forte pluie affecta également l'Île Jésus (ville de Laval), juste au nord, y donnant jusqu'à 72,4 mm (Sainte-Dorothée). Elle épargna cependant la rive sud du fleuve Saint-Laurent, pourtant très proche, avec seulement de 10 mm (Saint-Hubert) à 20 mm (La Prairie) d'accumulations (Source des données officielles Environnement Canada).
Le réseau d'égouts de Montréal ne peut absorber que 36 à 40 millimètres de pluie à l'heure,. Comme le mentionne Gaston Moreau, assistant directeur des travaux publics de la ville de Montréal : « une telle intensité de pluie ne revient qu'une fois tous les dix ans, disent les calculs des experts. Et le design de notre système d'égouts, comme celui de la plupart des grandes villes d'Amérique du Nord, a été conçu pour faire face à ce genre de précipitation. Pas plus. Il aurait fallu un système d'égout capable de faire face à une pluie dont la récurrence est d'une fois tous les 50 ans. »
La foudre et des dégâts par le vent produisirent des pannes électriques sur une bonne partie de l'île. Les pompes électriques, aidant à l'évacuation des eaux des parties basses du système routier, furent mises hors-service ce qui aggrava le problème d'inondations. Toute cette eau descendit alors les pentes et une bonne partie se retrouva dans l'autoroute en fossé Décarie. Cette dernière devint, l'espace d'un après-midi, une véritable rivière. Plusieurs dizaines de personnes durent être rescapées de leur véhicule par les pompiers. Plusieurs camionneurs ont également aidé à secourir des automobilistes grâce à leurs camions suffisamment hauts pour traverser les flots. Sur cette autoroute et à d'autres endroits dans la ville, plus de 400 automobiles furent abandonnées dans le flot. Un automobiliste de 80 ans se noya et une autre personne est morte électrocutée,. C'est sur la rue de Beauharnois, près de l'autoroute des Laurentides, que l'automobiliste fut entraîné sous l'eau, là où elle présente une dépression significative pour assurer le dégagement vertical pour les camions circulant sous le viaduc de béton,.
Près de 350 000 citoyens furent privés d’électricité. De 40 000 à 50 000 habitations furent inondées, causant des dommages évalués à plus de 220 millions de dollars (de 1987). Enfin, la circulation fut paralysée pendant plusieurs heures, la plupart des rues et autoroutes sur l'île étant bloquées en maints endroits par les inondations. Les services de métro, de trains de banlieue et d'autobus de Montréal avaient été interrompus pour la même raison. Le sous-sol d'un hôpital pour personnes âgées, dans le quartier Saint-Henri, fut inondé et 240 patients se retrouvèrent sans électricité ni cuisine ; certains services médicaux ne pouvaient plus leur être fournis. Le reflux des eaux provenant des égouts engorgés détruisit une bonne partie de l'unité des soins chroniques, ainsi que plusieurs bureaux et salles d'archivage des dossiers.

## Conséquences à long terme
Les indemnisations pour les habitations ont été en général refusées, à moins que le sinistré ait eu une police d'assurance spécifique pour les inondations, une chose rare. Par contre, les automobilistes dont le véhicule avait été endommagé par les eaux ont été remboursés. Les autorités gouvernementales ont annoncé une aide aux nombreux sinistrés mais à peine 20 % à 25 % des 40 millions $Can promis auront été versés et plusieurs victimes furent oubliées.
Les poursuites intentées contre les municipalités, dont un recours collectif, ont toutes été rejetées en cours car les tribunaux jugèrent que le déluge était un cas de force majeure qui n'arrive que deux fois au cours d'un siècle,.
À la suite de l'évènement, l'ensemble des villes qui se trouvent sur l'île de Montréal se dotèrent en 1988 d'un Bureau des mesures d'urgence pour faire coordonner les secours en cas de nouvelles catastrophes naturelles ou autres. En 1997, l'organisme devint le Centre de sécurité civile, sous l'autorité de la Communauté urbaine de Montréal. À la suite des fusions de 2002, c'est maintenant le Centre de sécurité civile de Montréal.